# بيتر مولر (صيدلي)
بيتر مولر (بالنرويجية: Peter Möller) (و. 1793 – 1869 م) هو صيدلي ومخترع من النرويج. ولد في روروس وتوفي عن عمر يناهز 76 عاماً.

## جوائز
حصل على جوائز منها:
- وسام القديس أولاف (1868)
- Order of Vasa [الإنجليزية]‏.